# Carl von Graffen
Carl von Graffen (* 3. März 1793 in Hamburg; † 18. Dezember 1852 ebenda) war ein deutscher Jurist und Diplomat.
Carl von Graffen entstammte einem Zweig des ursprünglich österreichischen Adelsgeschlechts von Graffen, der sich in Hamburg als Kaufleute und Advokaten niedergelassen hatte. Er war der Sohn des Bergedorfer Amtsverwalters Nikolaus von Graffen (1754–1816); der Hamburger Bürgermeister Friedrich von Graffen war sein Onkel. Er besuchte das Hamburger Johanneum. Als Leutnant beteiligte er sich 1813 bis 1814 an Schlachten der Deutsch-englischen Legion gegen Napoleon und studierte ab 1818 Rechtswissenschaften an der Universität Göttingen mit Promotion zum Dr. jur. an der Universität zu Berlin.
Am 9. Juni 1822 wurde von Graffen in Hamburg als Advokat zugelassen, er war bis 1824 als solcher eingeschrieben. 1824 wurde er hamburgischer Geschäftsträger und 1839 hamburgischer Ministerresident in Wien. Er starb 1852 im Alter von 59 Jahren während einer Kurzreise nach Hamburg.

## Schriften
- Theses / Quas ... pvblice defendet Carolvs de Graffen Hambvrgensis. Baier, Göttingen 1821.